# Bengate
Bengate – wieś w Anglii, w hrabstwie Norfolk. Leży 20 km na północny wschód od Norwich i 177 km na północny wschód od Londynu.